# Cañada de Fidencio
Der Cañada de Fidencio, auch Cañada Fidencio, ist ein kleiner Flusslauf im Westen Uruguays.
Er entspringt in der Cuchilla de Belén im Departamento Salto einige Kilometer südöstlich von Belén. Seine Quelle liegt dabei nördlich des Arroyo Boycua. Von dort fließt er in nordnordwestliche Richtung und mündet schließlich einige Kilometer östlich der Stadt Belén als linksseitiger Nebenfluss in den Arroyo Yacuy.